# Phare de Flatflesa
Le phare de Flatflesa (en norvégien : Flatflesa fyr)  est un feu côtier de la commune de Sandøy, dans le Comté de Møre og Romsdal (Norvège). Il est géré par l'administration côtière norvégienne (en norvégien : Kystverket).
L'ancien phare est classé patrimoine culturel par le Riksantikvaren depuis 2017.

## Histoire
Le phare se trouve sur la petite île de Fltflesa à environ 9 km à l'ouest de l'île de Gossa.
Le premier phare a été établi en 1902. C'était une maison-phare en bois. La maison est peinte en blanc et la lanterne est rouge. Il a été désactivé en 1988.
Il a été remplacé par un phare automatique cette même année.

## Description
Le phare  est une tour cylindrique en fibre de verre à claire-voie de 11 mètres de haut, avec une galerie et lanterne. L'édifice est peint en blanc avec deux bandes noires et la lanterne est rouge. Son feu à occultations  émet, à une hauteur focale de 17 mètres, trois groupes d'éclats (blanc, rouge et vert selon différents secteurs) toutes les 10 secondes. Sa portée nominale est de 11 milles nautiques (environ 20 km) pour le feu blanc.
Identifiant : ARLHS : NOR-082 ; NF-3525 - Amirauté : L0910 - NGA : 6340 .
|                      |
| Le phare (1890-1900) |

|                 |
| Le phare (Plan) |

### Lien connexe
- Liste des phares de Norvège